# Tāota
Le tāota ou pēperetō est une préparation culinaire polynésienne, semblable au po’e ou au rēti’a, à base d'amidon, ou de manioc râpé et de noix de coco, ou plus rarement de māpē, de nos jours souvent consommée comme en-cas.